# Giuseppe Viviani
Pour les articles homonymes, voir Viviani.
Giuseppe Viviani, né le 18 décembre 1898 à San Giuliano Terme, dans la province de Pise, et mort le 16 janvier 1965  à Pise, est un graveur et peintre italien, considéré avec Giorgio Morandi et Luigi Bartolini comme un des plus importants graveurs italiens du XXe siècle.

## Biographie
Il perdit son père à l'âge de deux ans et il dut avec sa mère rejoindre son grand-père  un orthopédiste qui fabriquait des membres artificiels. Ces objets ont marqué sa jeune mémoire car la suite il les reproduisit dans de nombreuses gravures. 
Jusqu'à la Deuxième Guerre mondiale, il exerça de nombreux métiers sans jamais abandonner son activité artistique.
Son succès arriva seulement après la Deuxième Guerre mondiale. C'est en 1948 qui lui fut attribuée la chaire de gravure auprès de l'Académie du dessin de Florence, chaire qui par le passé avait été occupée, entre autres, par Giovanni Fattori.
Avec sa nomination à la chaire à Florence, l'artiste désormais cinquantenaire atteignit   sa pleine notoriété. Ses réalisations furent fortement cotées et ses revenus lui donnèrent une tranquillité économique lui permettant de se consacrer pleinement à son art ainsi qu'à sa deuxième passion, la chasse,  et on retrouve des meutes de chiens dans diverses de ses œuvres (pour sa mort il demanda à être enterré avec son fusil de chasse).
Il participa aux plus prestigieuses expositions et concours internationaux de gravure qu'il remporta à diverses occasions.
Il avait une prédilection particulière pour les scènes de vie du littoral pisan qu'il connaissait très bien pour avoir longtemps habité à Marina di Pisa.
En 1960 la ville de Pise lui dédia une importante exposition retraçant son œuvre et le nomina pour l'occasion cittadino benemerito (citoyen méritant).
En 1965, le lendemain de sa mort,  une rétrospective lui fut consacrée dans le cadre de la  IX Quadriennale de Rome.
À sa mort, conformément à ses dernières volontés, les plaques originales de ses œuvres furent jetées au large de la petite localité côtière toscane.

## Son art
L'art de Viviani est empreint d'une vision mélancolique et décadente de la vie et en même temps il attache un grand amour à cette même vie.
À partir de traits linéaires essentiels  et d'une expertise technique raffinée, l'artiste a œuvré entre un imaginaire ingénu  et une recherche méditée de la mémoire, récréant un monde veiné de profonde émotivité et parcouru d'ouvertures métaphysiques riches d'allusions, suggestions et significations.

## Œuvres
- Composizione (1936)
- Danzatrice in piedi (1923-1926)
- Il Vespasiano (1956)
- Madonna della rosa (1963)
- L'Arno a Pisa
- Testa d'uomo (1964), fusain sur papier
- Robe di campagne, gravure au noir